# Sofene
Sofene fou una regió d'Armènia a la part occidental, anomenada Tsopq en armeni i també Shahuni. Un regne (Armènia Menor) va ser conegut històricament com a Regne de Sofene.

## Regne de Sofene
El Regne de Sofene (armeni:Ծոփքի Թագավորութիւն) va ser un antic regne armeni. Va ser fundat al voltant del segle iii aC i va mantenir la independència fins al 90 aC, quan Tigranes II d'Armènia va conquerir aquests territoris i els va annexionar al seu imperi.

### Història del regne de Sofene
La regió va formar part d'Urartu amb la conquesta de d'Argisti I, que va deportar milers d'habitants revoltats per construir la fortalesa d'Erebuni l'any 782 aC. Sofene es va erigir en regne independent poc després de la derrota persa d'Arbela del 331 aC davant Alexandre el Gran.
La seva gènesi és desconeguda però cal pensar que un governador persa va aprofitar el moment per independitzar-se a la zona occidental. La capital era a Ani-Kamah. La regió central era la Sofene amb capital Carcatiocerta i per això es coneix al regne com a regne de Sofene, però la seva extensió real està indeterminada. Després del 300 aproximadament el regne va ser vassall dels Selèucides.
No es coneix cap rei fins al final del segle iii aC en què apareix un sobirà de nom Arsames al que va succeir vers el 220 aC el seu fill Xerxes, que tenia per capital a Arsamòsata (armeni Shimshat) i comprenia bàsicament el país de Kharpurt (Hanzith o Anzitene). Aquest any el rei selèucida Antíoc III el Gran, decidit a suprimir les dinasties locals, va assetjar Arsamòsata. Xerxes es va rendir i va implorar la clemència del rei, que va acceptar que conservés el tron, i li va donar com a muller a la seva germana Antiochis. Aquesta princesa no va tardar a assassinar al seu espòs i així la Sofene va tornar als dominis directes selèucides prop del 200 aC.
Antíoc va nomenar un estrateg de nom Zariadris per la Sofene. Després de la batalla de Magnèsia del Sipilos (189 aC) i el tractat d'Apamea (188 aC) es va proclamar independent, assolint el títol reial amb consentiment del Senat romà. Va fundar la dinastia dels Zariàdrides. El primer rei va fer construir o engrandir algunes ciutat destacant Tomisa, que dominava l'accés a l'Eufrates i la ruta de caravanes entre el riu Halis i el Tigris.
Zariadris va morir vers el 160 aC i el va succeir el seu germà Mitrobuzanes o Merujan que va governar al tomb de trenta anys. En aquests anys es va produir la conquesta del Taron o Taronítida (Tauranítida) i de la Akilisene o Acilisene: la primera segurament referida només a l'expulsió dels soldats selèucides i la segona arrabassada a Capadòcia (Acilisene era una part de la Cataònia).
Vers el 160 aC el rei Artaxes I d'Armènia, es va aliar amb el rei Ariarates V de Capadòcia i li va proposar de conquerir la Sofene, on ara ja era rei Mitrobuzanes, i repartir-se-la, però el rei de Capadòcia va rebutjar participar-hi, però a canvi d'aquesta neutralitat va exigir a Sofene la cessió de Tomisa.
El successor de Mitrobuzanes va ser probablement Artan o Artanes. Vers el 120 aC el regne va patir els atacs del rei del Pont. Artanes va recuperar Tomisa dels capadocis, que va comprar al rei d'aquest país que necessitava finançament per la seva guerra amb el Pont. Vers el 94 aC Sofene fou atacada per Tigranes II d'Armènia el gran, i el rei Artanes va morir a la lluita; amb això el regne de Sofene va arribar a la fi i fou incorporat al regne d'Armènia (Gran Armènia)

### Reis de Sofene
- Vers 331: marzban persa
- vers 300: vassall dels selèucides
- Vers 260 - 243 aC Sames
- Vers 243 - 230 aC Arsames I (Artavasdes)
- vers 230-220 aC Arsames II
- vers 220-210 aC Xerxes
- vers 210 - 200 aC Abdisares
- vers 200-189 aC: Domini directe selèucida
- 189 aC-159 : Zariadris;
- 159-150 aC : Mitrobarzanes I, fill;
- 150-90 aC : Artanes o Orontès, fill (possible);
- 90 - 69 aC : Mitrobazanes II, fill (possible), virrei
- 90 - 35 aC : al regne d'Armènia (Gran Armènia o Armènia Major)

## Regió de Sofene
Sofene és el nom d'una regió concreta dividida en dues parts: la Gran Sofene o Sofanene i la Petita Sofene o Sofene Shahuni o Sahiana (del nom de la dinastia local). No obstant el nom "Sofene" fou aplicat en general a tota la part al nord d'una línia entre Melitene i Amida, fins a la vall de l'Eufrates en la primera part de recorregut abans del gir al sud; aquest territori incloïa l'Anzitene i la Ingilena i altres comarques menors. Sota el regne d'Armènia cada regió tenia el seu propi príncep i les comarques tenien els seus prínceps dependents d'altres prínceps. El conjunt és anomenat sovint com a Marca Siriana (a les fonts originals es diu erròniament Marca Assíria però s'ha pogut identificar l'error) i formava un districte fronterer o vitaxat del regne d'Armènia, governat per vitaxes. Vegeu Armènia Sofene i Vitaxes.

### Regió de la Gran Sofene o Sofanene
La sofene pròpia o Gran és esmentada com a Sofanene per Dió Cassi i d'altres, i tenia com a límits: a l'oest l'Eufrates (tota la comarca a tocar del riu era el Degik), al nord el Daranaliq, al sud l'Anzitene i a l'est el Palnatoun i el Balahovit o Balabitene. Com a principat era governat per una dinastia oròntida derivada de alguna branca de la dinastia reial de la Gran Armènia (a diverses branques se'ls van cedir feus a diversos llocs).

### Regió de la Petita Sofene
Petita Sofene estava situada a la part occidental de la Sofene i fou coneguda també com "L'altra Sofene" o també Sofene Sahiana, per estar governada per la dinastia dels Sahian (Shahuni). la dinastia Sahiana o Shahuni tenia un origen específic: el nom deriva del patronímic Šaḫ-uḫi, derivat d'un príncep hitita (o una dinastia hitita) que al segle viii aC regnava en aquesta zona (la part occidental de Sofene -aleshores regne de Supa- i a Melitene); encara que els Shahuni presumien del seu origen hitita és possible que la dinastia fos també realment oròntida com les altres de la zona i rebés el seu nom del territori i no al revés; el territori si que realment conservaria el nom de la dinastia hitita. Fins i tot Markwart proposa que Sofene Shahiana equivaldria a Sofene Reial, el que donaria més força a un origen oròntida dels prínceps.

## Armènia Sofene
Vegeu: Armènia Sofene
En el període hel·lenístic es va anomenar Armènia Sofene a l'Armènia sud-occidental, part de l'antic Regne de Sofene, sent coneguda també com a Petita Armènia o Armènia Menor. Els romans al segle I aC van agafar territoris armenis de la part occidental coneguda com a Armènia Menor o Petita i els van agregar al Pont i després van esdevenir un regne client anomenat regne de l'Armènia Menor al segle i; aquest regne el van dividir per un temps (anys 54 a 61) en dos regnes, el de Petita Armènia o Armènia Menor al nord (sense incloure Sofene) i el d'Armènia Sofene, amb les regions de Derzene, Keltzene, Acisilene, Khorzene, Daranaliq, Balabitene, Astianene, Sofene pròpia o Sofanene, Anzitene i Arzanene. El 63 l'Armenia Sofene fou reincorporada al regne de l'Armènia Menor que el 71 o poc després fou suprimit.
A la partició d'Armènia el 387 entre Roma i Pèrsia, Sofene fou part de la zona d'influència romana junt amb, la Keltzene, l'Acisilene, la Khorzene, el Daranaliq, la Balabitene, l'Astianene, i l'Anzitene; a la resta, que va quedar sota influència persa, se la va conèixer com a Persarmènia.